# سیارک ۴۹۴۹
سیارک ۴۹۴۹ (به انگلیسی: 4949 Akasofu، نامگذاری:1988WE)۴۹۴۹مین سیارک کشف شده‌است که در ۲۹ نوامبر ۱۹۸۸ کشف شد.